# India az 1996. évi nyári olimpiai játékokon
India az egyesült államokbeli Atlantában megrendezett 1996. évi nyári olimpiai játékok egyik részt vevő nemzete volt. Az országot az olimpián 13 sportágban 49 sportoló képviselte, akik összesen 1 érmet szereztek.

## Érmesek
| Érem  | Versenyző      | Sportág | Versenyszám |
| ----- | -------------- | ------- | ----------- |
| Bronz | Lijendar Pedzs | Tenisz  | Férfi egyes |

## Asztalitenisz
Férfi
| Versenyző    | Versenyszám | Csoportkör                                                                                         | Csoportkör | Nyolcaddöntő      | Negyeddöntő       | Elődöntő          | Döntő             | Helyezés |
| Versenyző    | Versenyszám | Ellenfél Eredmény                                                                                  | Hely.      | Ellenfél Eredmény | Ellenfél Eredmény | Ellenfél Eredmény | Ellenfél Eredmény | Helyezés |
| ------------ | ----------- | -------------------------------------------------------------------------------------------------- | ---------- | ----------------- | ----------------- | ----------------- | ----------------- | -------- |
| Csetan Babúr | Egyes       | P csoport · Patrick Chila (FRA) · 1:2 · Kalínikosz Kreánga (GRE) · 0:2 · Segun Toriola (NGR) · 1:2 | 4.         | kiesett           | kiesett           | kiesett           | kiesett           | 49.      |

Női
| Versenyző      | Versenyszám | Csoportkör                                                                                              | Csoportkör | Nyolcaddöntő      | Negyeddöntő       | Elődöntő          | Döntő             | Helyezés |
| Versenyző      | Versenyszám | Ellenfél Eredmény                                                                                       | Hely.      | Ellenfél Eredmény | Ellenfél Eredmény | Ellenfél Eredmény | Ellenfél Eredmény | Helyezés |
| -------------- | ----------- | --- | ---------- | ----------------- | ----------------- | ----------------- | ----------------- | -------- |
| Ambika Radhika | Egyes       | N csoport · Otilia Bădescu (ROU) · 0:2 · Rūta Garkauskaitė (LTU) · 0:2 · Bettine Vriesekoop (NED) · 0:2 | 4.         | kiesett           | kiesett           | kiesett           | kiesett           | 49.      |

## Atlétika
Férfi
| Versenyző       | Versenyszám | Előfutam | Előfutam | Előfutam | Elődöntő | Elődöntő | Elődöntő | Döntő   | Döntő    |
| Versenyző       | Versenyszám | Idő      | Hely.    | Össz.    | Idő      | Hely.    | Össz.    | Idő     | Helyezés |
| --------------- | ----------- | -------- | -------- | -------- | -------- | -------- | -------- | ------- | -------- |
| Bahádur Praszad | 1500 m      | 3:46,16  | 8.       | 43.      | kiesett  | kiesett  | kiesett  | kiesett | kiesett  |

| Versenyző    | Versenyszám   | Selejtező | Selejtező | Döntő    | Döntő    |
| Versenyző    | Versenyszám   | Eredmény  | Helyezés  | Eredmény | Helyezés |
| ------------ | ------------- | --------- | --------- | -------- | -------- |
| Sakti Szingh | Diszkoszvetés | 56,58 m   | 30.       | kiesett  | kiesett  |

Női
| Versenyző                                                                        | Versenyszám     | Előfutam | Előfutam | Előfutam | Döntő   | Döntő    |
| Versenyző                                                                        | Versenyszám     | Idő      | Hely.    | Össz.    | Idő     | Helyezés |
| -------------------------------------------------------------------------------- | --------------- | -------- | -------- | -------- | ------- | -------- |
| K. M. Bínamol Rosza Kutti Kunnath Csako Dzsjotirmoji Szikdar Sini Ábrahám-Vilzon | 4 × 400 m váltó | kizárták | kizárták | kizárták | kiesett | kiesett  |

## Birkózás
Kötöttfogású
| Versenyző     | Versenyszám | 32-es főtábla                        | Nyolcaddöntő      | Negyeddöntő       | Elődöntő          | Vigaszág 2. kör                | Vigaszág 3. kör   | Vigaszág 4. kör   | Vigaszág 5. kör   | Vigaszág 6. kör   | Bronz- mérkőzés   | Döntő             | Helyezés |
| Versenyző     | Versenyszám | Ellenfél Eredmény                    | Ellenfél Eredmény | Ellenfél Eredmény | Ellenfél Eredmény | Ellenfél Eredmény              | Ellenfél Eredmény | Ellenfél Eredmény | Ellenfél Eredmény | Ellenfél Eredmény | Ellenfél Eredmény | Ellenfél Eredmény | Helyezés |
| ------------- | ----------- | ------------------------------------ | ----------------- | ----------------- | ----------------- | ------------------------------ | ----------------- | ----------------- | ----------------- | ----------------- | ----------------- | ----------------- | -------- |
| Pappu Dzsadav | 52 kg       | Ha Thejon (Ha Tae-Yeon) (KOR) · 0–10 |                   |                   |                   | Andrij Kalasnikov (UKR) · 0–11 | kiesett           | kiesett           | kiesett           | kiesett           | kiesett           |                   | 17.      |

## Cselgáncs
Férfi
| Versenyző       | Versenyszám | Selejtező         | 32-es főtábla           | Nyolcaddöntő      | Negyeddöntő       | Elődöntő          | Vigaszág első kör          | Vigaszág negyeddöntő | Vigaszág elődöntő | Bronz- mérkőzés   | Döntő             | Helyezés |
| Versenyző       | Versenyszám | Ellenfél Eredmény | Ellenfél Eredmény       | Ellenfél Eredmény | Ellenfél Eredmény | Ellenfél Eredmény | Ellenfél Eredmény          | Ellenfél Eredmény    | Ellenfél Eredmény | Ellenfél Eredmény | Ellenfél Eredmény | Helyezés |
| --------------- | ----------- | ----------------- | ----------------------- | ----------------- | ----------------- | ----------------- | -------------------------- | -------------------- | ----------------- | ----------------- | ----------------- | -------- |
| Narinder Szingh | Légsúly     | erőnyerő          | Nacik Bahirav (BLR) · V | kiesett           | kiesett           | kiesett           |                            |                      |                   |                   |                   | 21.      |
| Nadzsib Aga     | Harmatsúly  | erőnyerő          | Csák József (HUN) · V   |                   |                   |                   | Duncan MacKinnon (RSA) · V | kiesett              | kiesett           | kiesett           |                   | 13.      |

Női
| Versenyző      | Versenyszám | Selejtező         | Nyolcaddöntő               | Negyeddöntő       | Elődöntő          | Vigaszág első kör                    | Vigaszág negyeddöntő | Vigaszág elődöntő | Bronz- mérkőzés   | Döntő             | Helyezés |
| Versenyző      | Versenyszám | Ellenfél Eredmény | Ellenfél Eredmény          | Ellenfél Eredmény | Ellenfél Eredmény | Ellenfél Eredmény                    | Ellenfél Eredmény    | Ellenfél Eredmény | Ellenfél Eredmény | Ellenfél Eredmény | Helyezés |
| -------------- | ----------- | ----------------- | -------------------------- | ----------------- | ----------------- | ------------------------------------ | -------------------- | ----------------- | ----------------- | ----------------- | -------- |
| Szunith Thakur | Harmatsúly  | erőnyerő          | Szugavara Noriko (JPN) · V | kiesett           | kiesett           |                                      |                      |                   |                   |                   | 14.      |
| Sáh Kohli      | Nehézsúly   | erőnyerő          | Estela Rodríguez (CUB) · V |                   |                   | Szon Hjonmi (Son Hyeon-Mi) (KOR) · V | kiesett              | kiesett           | kiesett           |                   | 13.      |

## Gyeplabda

### Férfi
| Indiai férfi gyeplabdacsapat-játékoskeret | Indiai férfi gyeplabdacsapat-játékoskeret |
| --- | --- |
| - Szubbaiah Andzsaparavanda - Harprít Szingh - Riaz Nabi Muhammad - Szandzsív Kumár - Baldzsit Szingh Szaini - Szabu Varkej - Mukes Kumár Nandanúri - Rahul Szingh | - Dhanradzs Pillai - Pargat Szingh - Baldzsit Szingh Dhijon - Allojsziusz Eduardsz - Anil Alekszander Oldrin - Gaven Ferreira - Rámandíp Szingh Greval - Dilip Kumár Tirkej |

#### Eredmények
Csoportkör
A csoport
| Csapat                 | M | Gy | D | V | G+ | G– | Gk  | P |
| ---------------------- | - | -- | - | - | -- | -- | --- | - |
| Spanyolország (ESP)    | 5 | 4  | 0 | 1 | 14 | 5  | +9  | 8 |
| Németország (GER)      | 5 | 3  | 1 | 1 | 10 | 3  | +7  | 7 |
| India (IND)            | 5 | 2  | 2 | 1 | 8  | 3  | +5  | 6 |
| Pakisztán (PAK)        | 5 | 2  | 1 | 2 | 11 | 8  | +3  | 5 |
| Argentína (ARG)        | 5 | 2  | 0 | 3 | 9  | 13 | –4  | 4 |
| Egyesült Államok (USA) | 5 | 0  | 0 | 5 | 3  | 23 | –20 | 0 |

| 1996. július 20. 20:00 | India (IND) | 0–1   | Argentína (ARG) | Játékvezetők: Peter von Reth (NED), Ayman Amin (EGY) |
| 1996. július 20. 20:00 |             | (0–0) | J. Lombi 45'    | Játékvezetők: Peter von Reth (NED), Ayman Amin (EGY) |

| 1996. július 22. 17:30 | Németország (GER) | 1–1   | India (IND)         | Játékvezetők: Floris Idenburg (NED) Roger St Rose (TRI) |
| 1996. július 22. 17:30 | Saliger 66'       | (0–0) | Kumár Nandanúri 62' | Játékvezetők: Floris Idenburg (NED) Roger St Rose (TRI) |

| 1996. július 24. 09:00 | Egyesült Államok (USA) | 0–4   | India (IND)                                     | Játékvezetők: Guillaume Langle (FRA), Craig Madden (GBR) |
| 1996. július 24. 09:00 |                        | (0–2) | Szingh Greval 10' · Pillai 28', 46' · Kumár 69' | Játékvezetők: Guillaume Langle (FRA), Craig Madden (GBR) |

| 1996. július 26. 17:30 | Pakisztán (PAK) | 0–0 | India (IND) | Játékvezetők: Peter von Reth (NED), Craig Madden (GBR) |
| 1996. július 26. 17:30 |                 |     |             | Játékvezetők: Peter von Reth (NED), Craig Madden (GBR) |

| 1996. július 28. 20:00 | Spanyolország (ESP) | 1–3   | India (IND)                    | Játékvezetők: Ray O’Connor (IRL), Szana Kijosi (JPN) |
| 1996. július 28. 20:00 | Escudé 33'          | (1–1) | Ferreira 21', 41' · Varkej 59' | Játékvezetők: Ray O’Connor (IRL), Szana Kijosi (JPN) |

Az 5–8. helyért
| 1996. július 31. 11:00 | India (IND)                                            | 3–3 (h. u.) | Dél-Korea (KOR)                                                       | Játékvezetők: Guillaume Langle (FRA), Steve Horgan (USA) |
| 1996. július 31. 11:00 | Szingh Greval 14' · Ferreira 39' · Kumár Nandanúri 42' | (2–1, 3–3)  | Sin Szokkjo (Sin Seok-Gyo) 22' 66' · Pak Sinhung (Park Sin-Heung) 49' | Játékvezetők: Guillaume Langle (FRA), Steve Horgan (USA) |
| 1996. július 31. 11:00 | Büntetőpárbaj:                                         |             |                                                                       | Játékvezetők: Guillaume Langle (FRA), Steve Horgan (USA) |
| 1996. július 31. 11:00 | 3–5                                                    |             |                                                                       | Játékvezetők: Guillaume Langle (FRA), Steve Horgan (USA) |

A 7. helyért
| 1996. augusztus 1. 11:00 | India (IND)                                    | 3–4   | Nagy-Britannia (GBR)                           | Játékvezetők: Eduardo Ruiz (ARG), Roger St Rose (TRI) |
| 1996. augusztus 1. 11:00 | Dhillon 2' · Szingh Greval 29' · P. Szingh 70' | (2–1) | Shaw 24' · Laslett 43' · Wyatt 53' · Mayer 56' | Játékvezetők: Eduardo Ruiz (ARG), Roger St Rose (TRI) |

| Csapat      | Helyezés |
| ----------- | -------- |
| India (IND) | 8.       |

## Íjászat
Férfi
| Versenyző                                       | Versenyszám | Selejtező | Selejtező | 64-es főtábla                        | 32-es főtábla                          | Nyolcaddöntő                                                                     | Negyeddöntő       | Elődöntő          | Döntő             | Helyezés |
| Versenyző                                       | Versenyszám | Pont      | Kiemelt   | Ellenfél Eredmény                    | Ellenfél Eredmény                      | Ellenfél Eredmény                                                                | Ellenfél Eredmény | Ellenfél Eredmény | Ellenfél Eredmény | Helyezés |
| ----------------------------------------------- | ----------- | --------- | --------- | ------------------------------------ | -------------------------------------- | -------------------------------------------------------------------------------- | ----------------- | ----------------- | ----------------- | -------- |
| Csangte Lalremszaga                             | Egyéni      | 650       | 32.       | Andrew Lindsay (NZL) (33.) · 160–156 | Michele Frangilli (ITA) (1.) · 158–164 | kiesett                                                                          | kiesett           | kiesett           | kiesett           | 25.      |
| Szkalzang Dordzse                               | Egyéni      | 634       | 55.       | Matteo Bisiani (ITA) (10.) · 156–167 | kiesett                                | kiesett                                                                          | kiesett           | kiesett           | kiesett           | 47.      |
| Limba Rám                                       | Egyéni      | 644       | 44.       | Paul Vermeiren (BEL) (21.) · 140–165 | kiesett                                | kiesett                                                                          | kiesett           | kiesett           | kiesett           | 63.      |
| Csangte Lalremszaga Szkalzang Dordzse Limba Rám | Csapat      | 644       | 14.       |                                      |                                        | Egyesült Államok (USA) · Justin Huish · Butch Johnson · Rod White (2.) · 235–251 | kiesett           | kiesett           | kiesett           | 14.      |

## Lovaglás
Lovastusa
| Versenyző        | Ló       | Versenyszám | Díjlovaglás | Díjlovaglás | Tereplovaglás | Tereplovaglás | Tereplovaglás | Díjugratás | Díjugratás | Végeredmény | Végeredmény |
| Versenyző        | Ló       | Versenyszám | Bünt.       | Hely.       | Bünt.         | Össz.         | Hely.         | Bünt.      | Hely.      | Bünt.       | Helyezés    |
| ---------------- | -------- | ----------- | ----------- | ----------- | ------------- | ------------- | ------------- | ---------- | ---------- | ----------- | ----------- |
| Indradzsit Lamba | Karishma | Egyéni      | 79,40       | 34.         | kizárták      | kizárták      | kizárták      | kiesett    | kiesett    | kiesett     | kiesett     |

## Ökölvívás
| Versenyző        | Versenyszám  | Selejtező                       | Nyolcaddöntő      | Negyeddöntő       | Elődöntő          | Döntő             | Helyezés |
| Versenyző        | Versenyszám  | Ellenfél Eredmény               | Ellenfél Eredmény | Ellenfél Eredmény | Ellenfél Eredmény | Ellenfél Eredmény | Helyezés |
| ---------------- | ------------ | ------------------------------- | ----------------- | ----------------- | ----------------- | ----------------- | -------- |
| Debendra Thapa   | Papírsúly    | Masibulele Makepula (RSA) · RSC | kiesett           | kiesett           | kiesett           | kiesett           | 17.      |
| Gurcsaran Szingh | Félnehézsúly | Enrique Flores (PUR) · 7–15     | kiesett           | kiesett           | kiesett           | kiesett           | 17.      |
| Lakha Szingh     | Nehézsúly    | Wojciech Bartnik (POL) · 2–14   | kiesett           | kiesett           | kiesett           | kiesett           | 17.      |

## Sportlövészet
Férfi
| Versenyző      | Versenyszám    | Selejtező | Selejtező | Döntő   | Döntő    |
| Versenyző      | Versenyszám    | Pont      | Helyezés  | Pont    | Helyezés |
| -------------- | -------------- | --------- | --------- | ------- | -------- |
| Dzsaszpal Rana | Légpisztoly    | 574       | 29.**     | kiesett | kiesett  |
| Dzsaszpal Rana | Szabadpisztoly | 534       | 45.       | kiesett | kiesett  |
| Manser Szingh  | Trap           | 118       | 31.*      | kiesett | kiesett  |

* - öt másik versenyzővel azonos eredményt ért el

** - hat másik versenyzővel azonos eredményt ért el

## Súlyemelés
| Versenyző                 | Versenyszám | Szakítás | Szakítás | Lökés    | Lökés    | Összesen | Helyezés |
| Versenyző                 | Versenyszám | Eredmény | Helyezés | Eredmény | Helyezés | Összesen | Helyezés |
| ------------------------- | ----------- | -------- | -------- | -------- | -------- | -------- | -------- |
| Badathala Adiszekhar      | 54 kg       | 105,0    | 14.*     | 125,0    | 18.      | 230,0    | 18.      |
| Raghavan Csanderaszekaran | 59 kg       | 112,5    | 12.*     | 140,0    | 11.      | 252,5    | 11.      |
| Szandíp Kumár             | 64 kg       | 110,0    | 33.*     | 142,5    | 33.      | 252,5    | 33.      |
| Szamszudín Kabír          | 70 kg       | 125,0    | 23.      | 150,0    | 23.      | 275,0    | 23.      |
| Szathísa Rai              | 76 kg       | 140,0    | 16.*     | 177,5    | 14.      | 317,5    | 15.      |

* - másik versenyzővel azonos eredményt ért el

## Tenisz
Férfi
| Versenyző                    | Versenyszám | 64-es főtábla                                  | 32-es főtábla                                       | Nyolcaddöntő                                                        | Negyeddöntő                   | Elődöntő                      | Bronz- mérkőzés                     | Döntő             | Helyezés |
| Versenyző                    | Versenyszám | Ellenfél Eredmény                              | Ellenfél Eredmény                                   | Ellenfél Eredmény                                                   | Ellenfél Eredmény             | Ellenfél Eredmény             | Ellenfél Eredmény                   | Ellenfél Eredmény | Helyezés |
| ---------------------------- | ----------- | ---------------------------------------------- | --------------------------------------------------- | ------------------------------------------------------------------- | ----------------------------- | ----------------------------- | ----------------------------------- | ----------------- | -------- |
| Lijendar Pedzs               | Egyes       | Richey Reneberg (USA) · 6–7, 7–6, 1–0, feladta | Nicolás Pereira (VEN) · 6–2, 6–3                    | Thomas Enqvist (SWE) · 7–5, 7–6                                     | Renzo Furlan (ITA) · 6–1, 7–5 | Andre Agassi (USA) · 6–7, 3–6 | Fino Meligeni (BRA) · 3–6, 6–2, 6–4 |                   |          |
| Mahes Bhúpati Lijendar Pedzs | Páros       |                                                | Kína (CHN) · Pan Bing · Xia Jiaping · 4–6, 6–4, 6–4 | Ausztrália (AUS) · Todd Woodbridge · Mark Woodforde · 6–4, 2–6, 2–6 | kiesett                       | kiesett                       | kiesett                             | kiesett           | 9.       |

## Tollaslabda
| Versenyző                        | Versenyszám | Selejtező                      | 32-es főtábla                          | Nyolcaddöntő      | Negyeddöntő       | Elődöntő          | Döntő             | Helyezés |
| Versenyző                        | Versenyszám | Ellenfél Eredmény              | Ellenfél Eredmény                      | Ellenfél Eredmény | Ellenfél Eredmény | Ellenfél Eredmény | Ellenfél Eredmény | Helyezés |
| -------------------------------- | ----------- | ------------------------------ | -------------------------------------- | ----------------- | ----------------- | ----------------- | ----------------- | -------- |
| Dípankar Bhattacsarja            | Férfi egyes | erőnyerő                       | Hariyanto Arbi (INA) · 5–15, 4–15      | kiesett           | kiesett           | kiesett           | kiesett           | 17.      |
| Varalaksimi Pandimukkala Venkata | Női egyes   | Anne Gibson (GBR) · 11–6, 11–6 | Katarzyna Krasowska (POL) · 5–11, 6–11 | kiesett           | kiesett           | kiesett           | kiesett           | 17.      |

## Úszás
Férfi
| Versenyző          | Versenyszám | Előfutam | Előfutam | Előfutam | Döntő   | Döntő   | Döntő   | Helyezés |
| Versenyző          | Versenyszám | Idő      | Hely.    | Össz.    | Típus   | Idő     | Hely.   | Helyezés |
| ------------------ | ----------- | -------- | -------- | -------- | ------- | ------- | ------- | -------- |
| Szebásztien Szevié | 50 m gyors  | 24,15    | 6.       | 49.      | kiesett | kiesett | kiesett | kiesett  |

Női
| Versenyző     | Versenyszám | Előfutam | Előfutam | Előfutam | Döntő   | Döntő   | Döntő   | Helyezés |
| Versenyző     | Versenyszám | Idő      | Hely.    | Össz.    | Típus   | Idő     | Hely.   | Helyezés |
| ------------- | ----------- | -------- | -------- | -------- | ------- | ------- | ------- | -------- |
| Szangíta Puri | 50 m gyors  | 28,02    | 2.       | 48.      | kiesett | kiesett | kiesett | kiesett  |